# سارسينغما
سارسينغما (بالإنجليزية: Xarsingma)‏ هي بلدة تقع في الصين في Yadong County. يقدر عدد سكانها بـ
- نسمة .